# Свободноживееща сладководна минога
Свободноживеещите сладководни миноги (Mordacia praecox) са вид Ранни безчелюстни риби от семейство Южни миноги (Mordaciidae).